# Одран, Жан
Жан Одра́н (фр. Jean Audran; 28 апреля 1667, Лион — 17 июня 1756, Париж) — французский рисовальщик и гравёр. Член большой семьи потомственных французских гравёров, происходивших из Лиона, но работавших в Париже. Третий сын Жермена Одрана; его старшим братом был Бенуа Одран Старший (1661—1721).

## Биография
Жан Одран учился рисованию и гравюре у отца, затем был послан в Париж, в ученики к своему дяде Жерару Одрану. Его успехи были таковы, что он получил звание королевского гравёра и пенсионера короля Франции с правом проживания в квартале Гобеленов. 30 июня 1708 года по представлению гравированных портретов Антуана Куазево (по живописному оригиналу Г. Риго) и Ноэля Куапеля (по картине Ш. А. Куапеля) был принят кандидатом в академики. В 1712 году принят в Королевскую академию живописи и скульптуры.
От брака Жана Одрана с Мари-Маргаритой д’Осье известно о рождении как минимум одиннадцати детей, в том числе Бенуа Одрана Младшего (1698—1772), также гравёра, Мишеля Одрана, одного из мастеров Мануфактуры обеленов, и Габриэля Одрана, ставшего коммерсантом. Мария-Маргарита умерла 3 февраля 1714 года в возрасте 38 лет, одновременно с только что родившейся младшей дочерью Женевьевой-Сюзанной.
Жан Одран занимался гравюрой до восьмидесяти лет, одинаково искусно владея офортной иглой и резцом. Всего известно около ста двадцати гравюр его работы, в основном по картинам французских живописцев. Среди наиболее известных: «Похищение сабинянок» (по картине Н. Пуссена); «Воскрешение Лазаря» и «Чудесный улов рыбы» (по оригиналам Ж. Жувене); «Дочь Фараона, находящая Моисея», «Эсфирь пред Артаксерксом», «Воскресение Христа» (по оригиналам Н. Куапеля); «Триумф Галатеи» (по картине К. Маратты) .

## Галерея

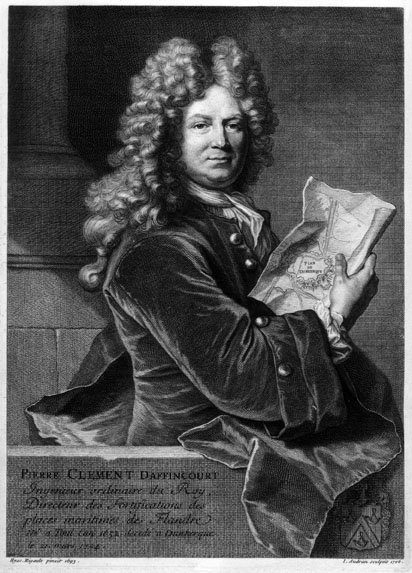
Пьер Клеман д'Аффинкур. По оригиналу Г. Риго. 1706. Офорт
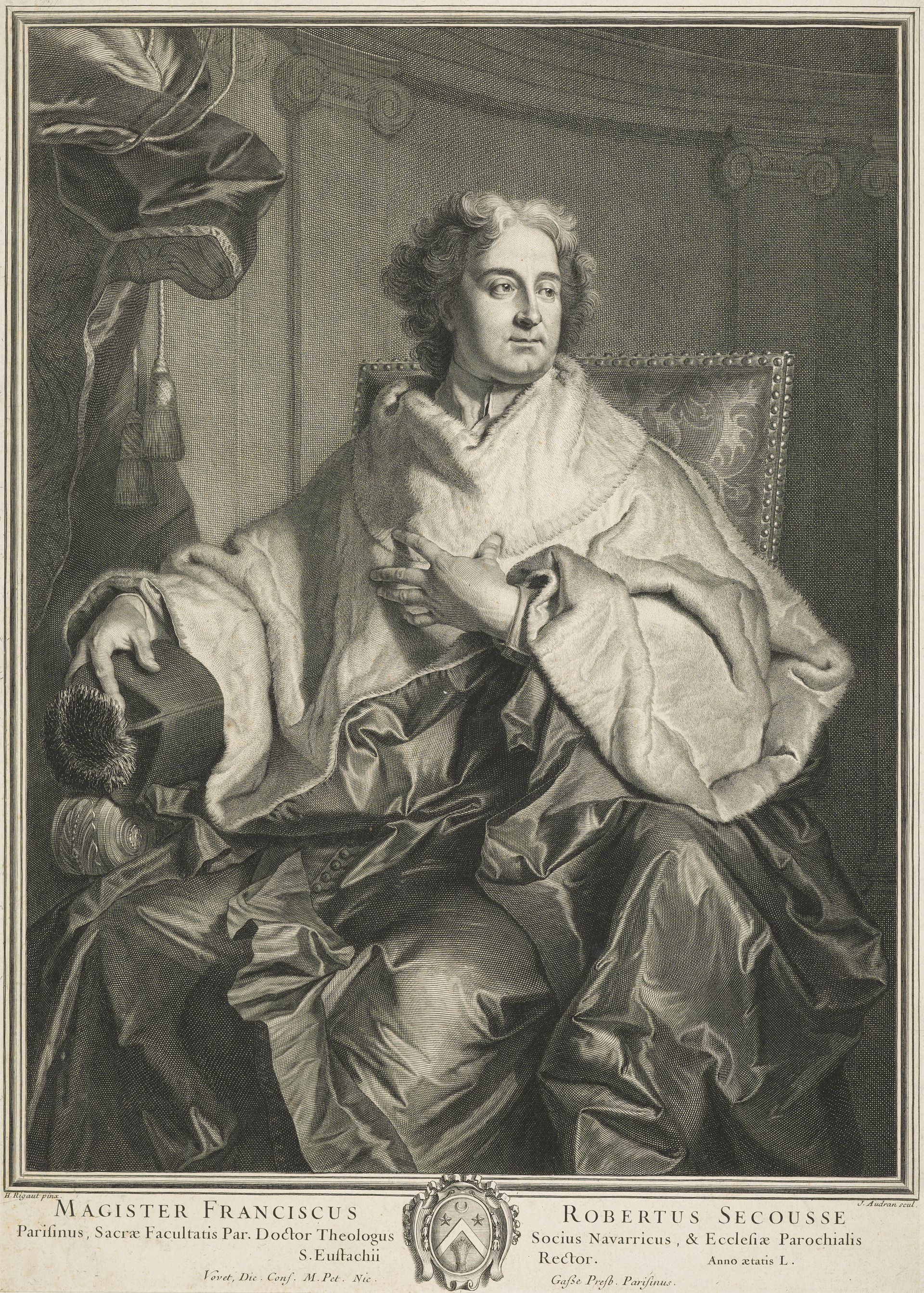
Ф.-Р. Секусс. По оригиналу Г. Риго. 1695. Офорт
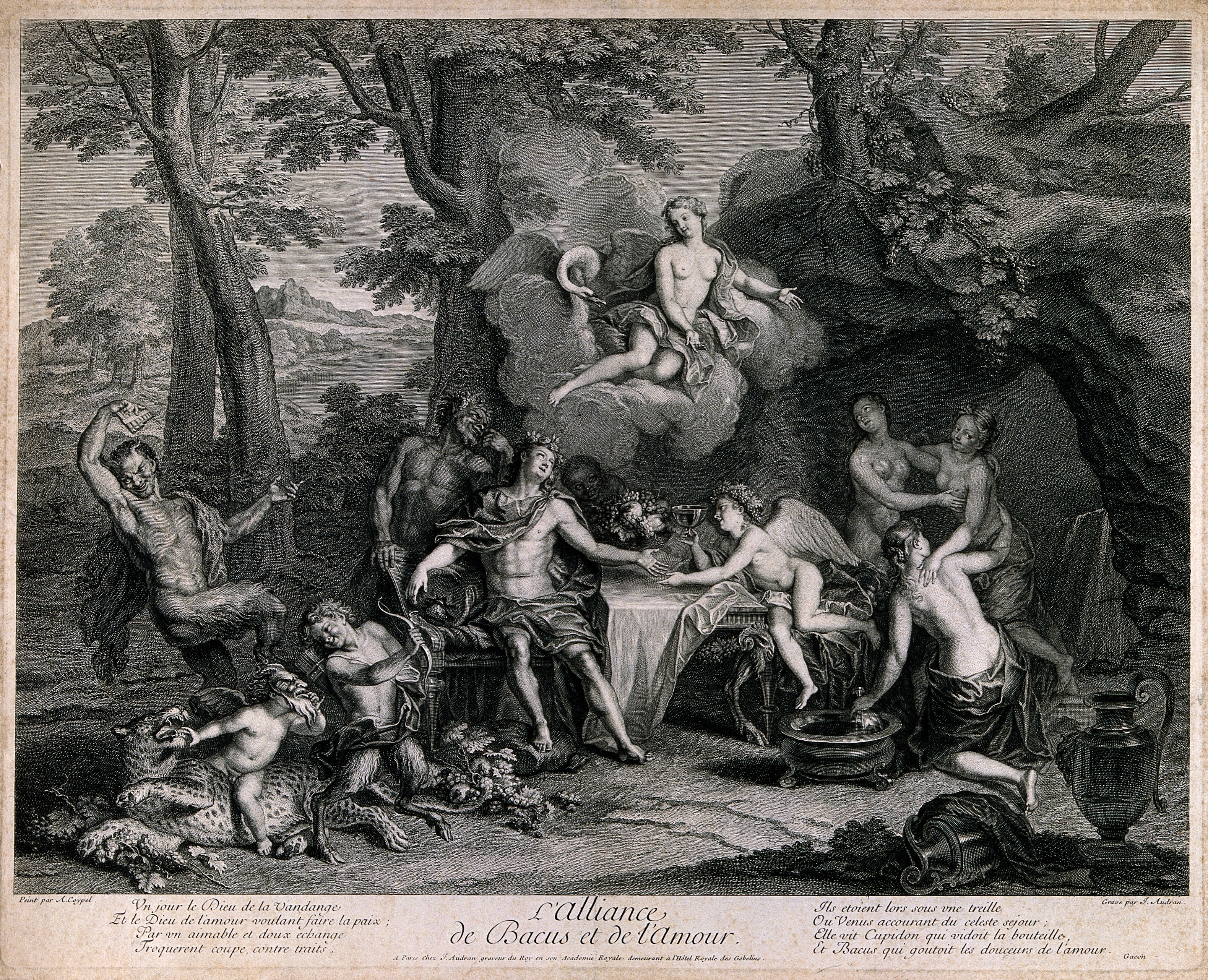
Бахус с сатирами пирует у пещеры. По оригиналу А. Куапеля. 1693. Офорт, резец
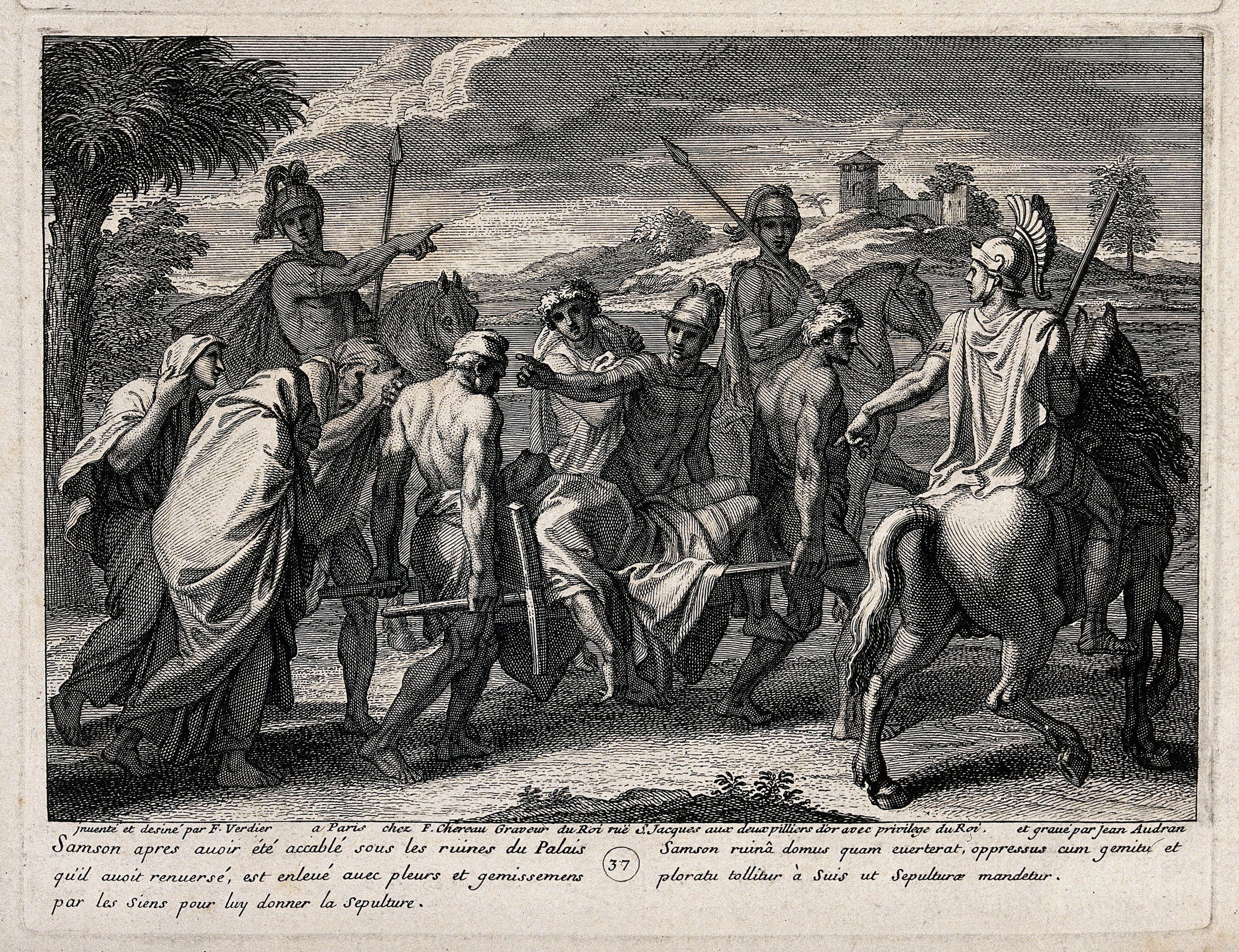
Раздавленное тело Самсона уносят его братья. По оригиналу Ф. Вердье. 1698. Офорт, резец
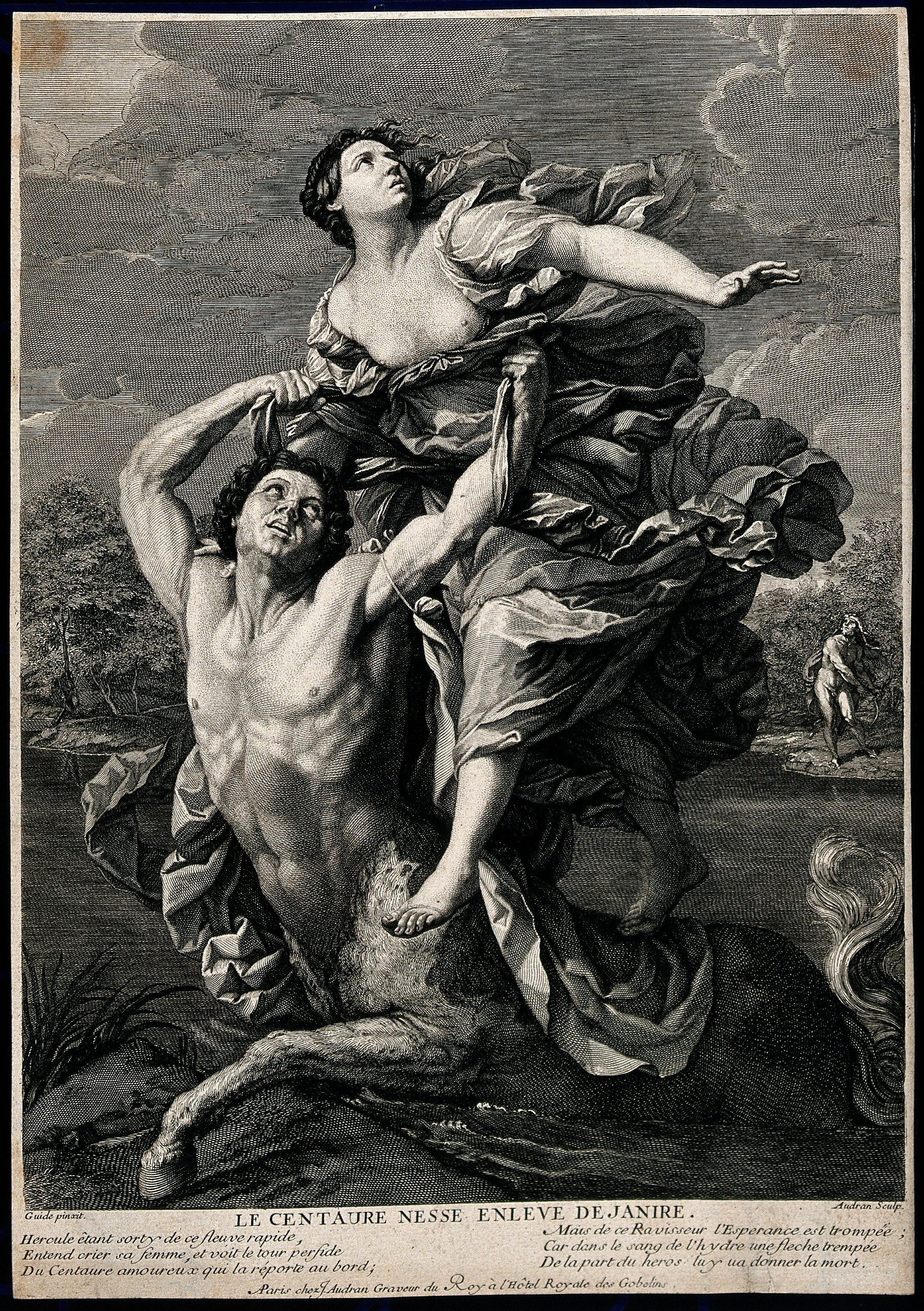
Кентавр Несс похищает Деяниру. По картине Г. Рени. Офорт, резец